# ワルツ第10番 (ショパン)
ワルツ第10番（ワルツだいじゅうばん）ロ短調作品69-2は、フレデリック・ショパンが1829年に作曲されたワルツ。死後の1852年に友人のユリアン・フォンタナにより出版された。

## 概略
ショパンが19歳のときの作品。構成は簡潔ながら、その美しい旋律とスラヴ的な憂いのある曲想に、ショパン後年の円熟を予感させる。第9番「別れのワルツ」と同様に、感傷的にすぎることから生前の発表が控えられたとされている。フォンタナ版の他に、手稿を加えたオックスフォード版も存在するが、細部が異なる。多くの演奏家はフォンタナ版で演奏することが多いが、ジャン＝マルク・ルイサダはオックスフォード版を演奏している。

## 曲の構成
ロンド形式。モデラート。主題は下降音形で、嬰ヘ-ト-嬰ヘ-嬰ハ-ニ-ロ-嬰イの滑らかな右手旋律で、タイによる係留音を多用している。随所にEis音をはさんでおり、半音階的な語法を使っている。中間部ではニ長調とロ長調に転調する。ロ長調の部分では右手三度の和声が美しく、マズルカ風のリズムも見られる。